# Марфи, Дьюла
Дью́ла Ма́рфи (венг. Márfi Gyula; 17 декабря 1943) — венгерский архиепископ, возглавлявший с 14 августа 1997 года по 12 июля 2019 года архиепархию Веспрема.
Родился 17 декабря 1943 года в д. Пёрдефёльде, медье Зала. Рукоположен в священники 18 июня 1967 года.
11 ноября 1995 года назначен вспомогательным епископом архиепархии Эгера, 2 декабря рукоположен в епископы, как титулярный епископ Аманции. 14 августа 1997 года был назначен архиепископом Веспрема, после ухода в отставку архиепископа Йожефа Сенди. 12 июля 2019 года подал в отставку с поста.